# Audience
AUDIENCE – osiemnasty singel Ayumi Hamasaki, wydany 1 listopada 2000 roku. Utwór ukazał się na DVD ParaPara Paradise: J-EURO PARAPARA. Sprzedano 293 000 kopii (limit to 300 000 kopii). Znalazł się na 1. miejscu w rankingu Oricon.

## Lista utworów
| Nr  | Tytuł                                        | Muzyka           | Aranżacja | Czas |
| --- | -------------------------------------------- | ---------------- | --------- | ---- |
| 1.  | "AUDIENCE (Dave Ford Mix)"                   | D・A・I          | HΛL       | 4:08 |
| 2.  | "SURREAL (Sample MadnesS remix)"             | Kazuhito Kikuchi |           | 5:30 |
| 3.  | "AUDIENCE (Keith Litman's Radio Mix)"        | D・A・I          |           | 3:53 |
| 4.  | "AUDIENCE (Feelin' U Mix)"                   | D・A・I          |           | 6:29 |
| 5.  | "AUDIENCE (GENIUS ROCK Big Beat Mix)"        | D・A・I          |           | 5:34 |
| 6.  | "SURREAL (Paranoid Andoroid Mix)"            | Kazuhito Kikuchi |           | 5:38 |
| 7.  | "AUDIENCE (Scud Formant Mix)"                | D・A・I          |           | 5:45 |
| 8.  | "AUDIENCE (HΛL's Mix 2000)"                  | D・A・I          | HΛL       | 4:16 |
| 9.  | "AUDIENCE (Dub's Floor Remix Transport 004)" | D・A・I          |           | 8:37 |
| 10. | "AUDIENCE (Dave Ford Mix -Instrumental-)"    | D・A・I          |           | 4:16 |
| 11. | "SEASONS (Vocal Track)"                      | D・A・I          |           | 2:59 |